# Josef Naredi
Josef Naredi (* 9. Mai 1826 in Ehrnegg, Gemeinde Griffen; † 11. Februar 1884 in Friesach) war ein österreichischer Bezirksrichter und Politiker.

## Leben
Naredi war der Sohn des Pflegers von Schloss Ehrnegg Josef Anton Naredi (1776–1856) und dessen Ehefrau Theresia geborene von Rainer zu Harbach. Er war römisch-katholisch und heiratete Anna Freiin von Myrbach (* 11. Mai 1837; † 15. April 1913). Aus der Ehe gingen mindestens ein Sohn und zwei Töchter hervor.
Naredi machte eine juridische Ausbildung und wurde 1853 Bezirksgerichts-Adjunkt in Kappel, 1854 Stuhlrichteramts-Adjunkt und ab 1856
Stuhlrichter im Ödenburger Verwaltungsbezirk. Im Jahr 1865 wurde er Bezirksvorsteher und 1868 Bezirksrichter in Hermagor. Ab 1869 war er Bezirksrichter in Friesach. Im Jahr 1883 wurde er mit dem Ritterkreuz des Franz-Joseph-Ordens ausgezeichnet. Er ist in Klagenfurt-St. Ruprecht begraben.
Vom 24. September 1878 bis zu seinem Rücktritt am 25. Oktober 1881 war er Abgeordneter im Kärntner Landtag. Im Landtag gehörte er dem Klub Deutschliberale an.